# Pahoa
Ne pas confondre avec l'île volcanique de Californie, Paoha Island (en).
Pahoa est une localité située dans le Sud-Est de l'île d'Hawaï aux États-Unis. C'est une zone de recensement (census-designated place) appartenant au district de Puna, dans le comté de Hawaï de l'État du même nom.
La localité se trouve sur les flancs du Kīlauea, au nord-est de sa caldeira sommitale.

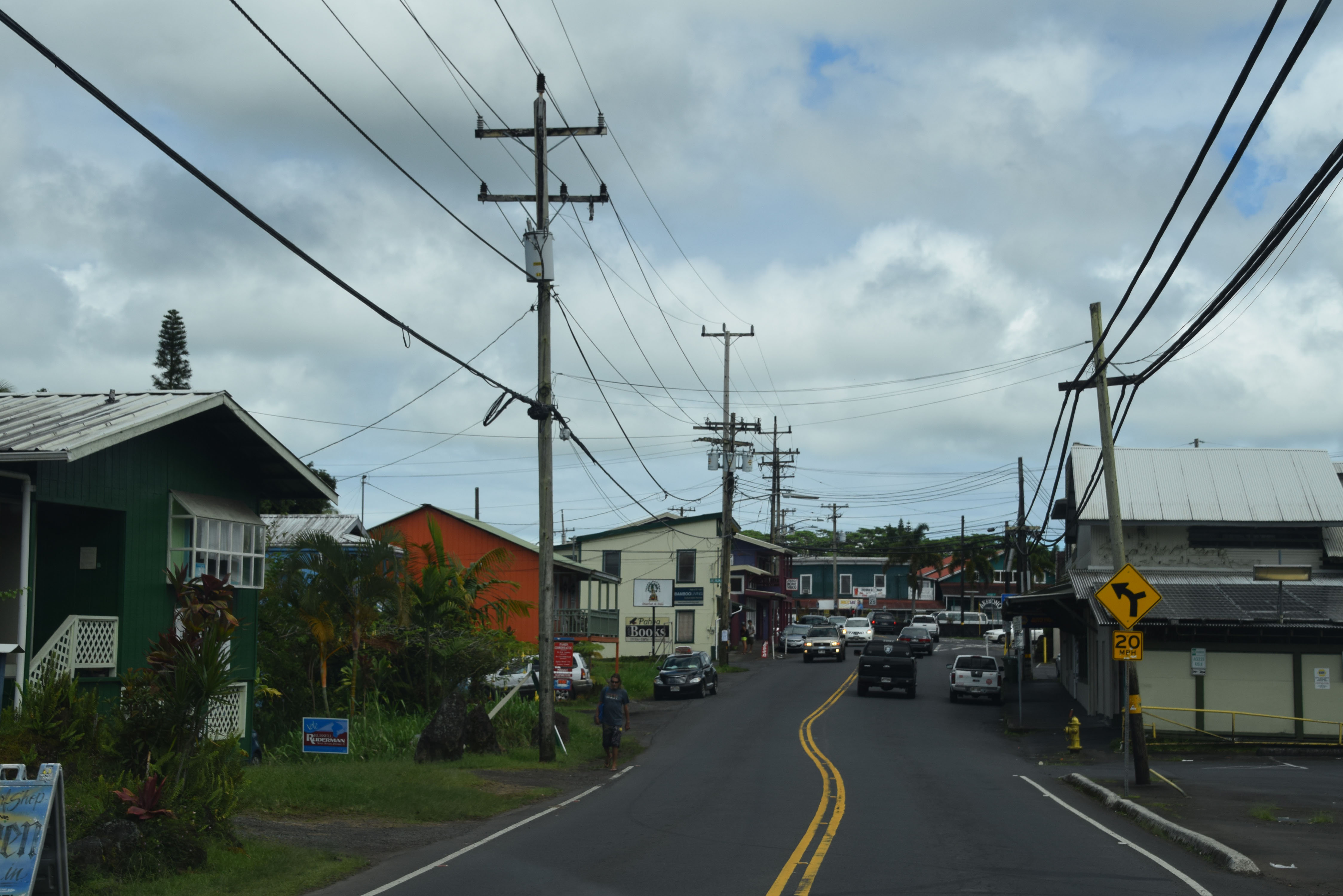
En passant par Pahoa sur Hawaii Route 130

## Toponymie
Le nom Pāhoa renvoie en hawaïen à la dague ou au couteau.

## Démographie
| 2000 | 2010 | - | - | - | - |
| ---- | ---- | - | - | - | - |
| 797  | 945  | - | - | - | - |

## Coulée de lave de 2014
En juin 2014, une coulée de lave atteint le village et son cimetière.

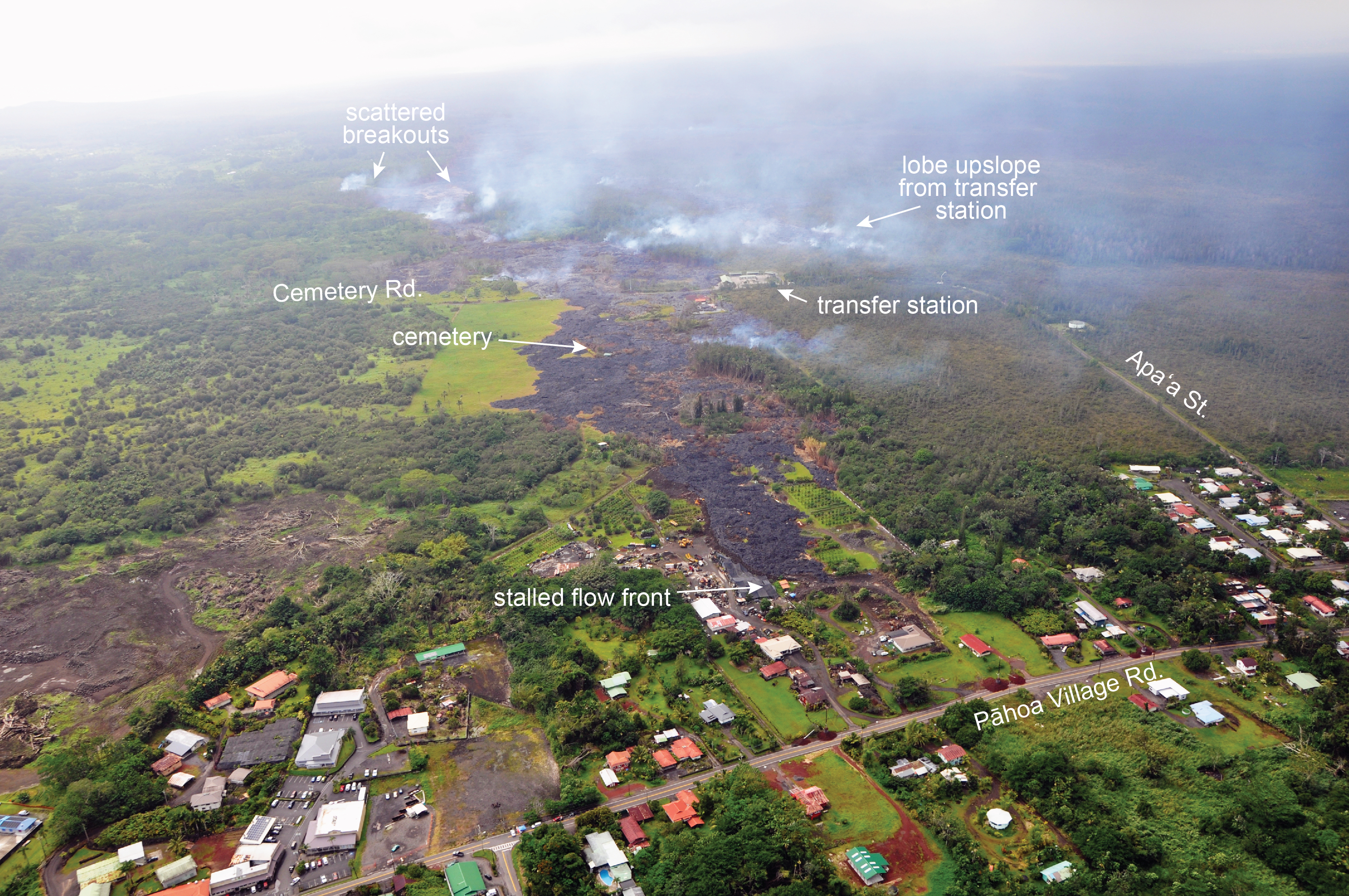
Vue aérienne de Pahoa, en novembre 2014.